# Stanko Jurić
Pour les articles homonymes, voir Jurić.
Stanko Jurić, né le 16 août 1996 à Split en Croatie, est un footballeur croate qui joue au poste de milieu défensif au Real Valladolid.

## Biographie

### Débuts en Croatie
Né à Split en Croatie, Stanko Jurić est formé par différents clubs de la ville, comme le Dalmatinac Split et l'Adriatic Split, avant de rejoindre le NK Dugopolje. Il fait ses débuts en professionnel le 14 août 2015, à l'occasion de la première journée de la saison 2015-2016 de deuxième division croate face au NK Zadar. Il est titularisé ce jour-là, et son équipe s'impose sur le score de cinq buts à zéro. 
Devenu un joueur important de l'équipe et officiant même comme capitaine du NK Dugopolje, Jurić est courtisé par plusieurs clubs de première division en 2017, dont le HNK Rijeka et le NK Osijek. Il s'engage finalement avec le HNK Hajduk Split le 15 février 2018.
C'est avec ce club qu'il fait sa première apparition en première division croate, le 5 août 2018 face au NK Lokomotiva Zagreb. Il est titulaire ce jour-là et se fait remarquer en inscrivant son premier but en première division, d'une frappe lointaine, pour ouvrir le score. Mais les deux équipes se neutralisent (1-1 score final).

### Parme Calcio
Lors de l'été 2021, Stanko Jurić rejoint le Parme Calcio. Il signe le 18 juin un contrat le liant au club jusqu'en juin 2025,.
Jurić joue son premier match pour Parme le 15 août 2021, à l'occasion d'une rencontre de coupe d'Italie face à l'US Lecce. Il est titularisé lors de cette rencontre perdue par son équipe (1-3 score final).

### Real Valladolid
Le 19 août 2023, Stanko Jurić rejoint le Real Valladolid sous la forme d'un prêt d'une saison avec option d'achat.